# كاثرين إسكوبار
كاثرين إسكوبار (بالإسبانية: Katherine Escobar)‏ هي عارضة كولومبية، ولدت في 14 نوفمبر 1979 في كالي في كولومبيا.

## وصلات خارجية
- كاثرين إسكوبار على موقع IMDb (الإنجليزية)
- كاثرين إسكوبار على موقع قاعدة بيانات الفيلم (الإنجليزية)